# لوسیا پاسکوآ
لوسیا پاسکوآ (اسپانیایی: Lucila Pascua‎؛ زادهٔ ۲۱ مارس ۱۹۸۳) بازیکن بسکتبال اهل اسپانیا است.
وی در مسابقات کشوری و بین‌المللی در مجموع برندهٔ ۳ مدال نقره، ۵ مدال برنز شده‌است.